# Dallas Baker
Dallas Leon Baker (født 10. november 1982) er en professionel amerikansk fodbold-spiller fra USA, der spiller for San Antonio Talons. Han spiller positionen wide receiver. Tidligere var han i tre år professionel i NFL hos Pittsburgh Steelers.

## Klubber
- Pittsburgh Steelers (2007–2009)
- Jacksonville Sharks (2010)
- Montreal Alouettes (2011)
- Saskatchewan Roughriders (2011)
- San Antonio Talons (2013−)